# Eddie Kadi
Eddie Kadi (né le 18 mai 1983) à Kinshasa (anciennement Zaïre); en lingala: Kisásá), anciennement appelée Léopoldville (en néerlandais : Leopoldstad), république démocratique du Congo (RDC), est un humoriste, comédien et animateur anglo-congolais,. En 2006, il reçoit le prix BECA du meilleur espoir catégorie comédie et durant sa tournée de 2009, il devient le premier humoriste britannique noir à remplir à guichets fermés l'Indigo de L' O2 Arena à Londres, puis sa salle omnisports dans le complexe du Dôme du Millénaire pendant sa tournée de septembre 2010 où les 13 000 places se sont écoulées,,,,.

## Formation
Il est né à Kinshasa en République démocratique du Congo (Zaïre). En 1992, il déménage avec sa famille au Royaume-Uni où il réside depuis lors à l'ouest de Londres. Il est un ancien élève de l'école primaire Fulham, de l'école secondaire Henry Compton, de la William Morris Academy et de l'université Kingston où il a obtenu une licence en communication numérique et média ainsi qu’un diplôme universitaire en technologie de l’information (2001-2004). Kadi a été président de la société afro-caribéenne à Kingston,.

## Carrière

### Animation et humour
Kadi était animateur sur BBC Radio 1Xtra et a co-présenté la série It's All Good chez OHTV. Il a réalisé des documentaires avec Current TV en France et MTV Base au Mali, MTV et la BBC,. Il est apparu dans Fighting Talk (en) en novembre 2010 puis en janvier 2011 avec Tom Watt. En février 2016, il est arrivé deuxième dans Quite Interesting, l'émission animée par Stephen Fry. Il enchaîne les scènes, notamment à l'Apollo ou au Hackney Empire et les créneaux radio réguliers sur Rinse FM,,.

### Cinéma et télévision
Kadi double plusieurs personnages en anglais britannique dans Les Contes de Tinga Tinga. En 2008, il joue le rôle principal dans le court métrage Area Boys de Omelihu Nwanguma tourné à Lagos au Nigeria et présenté en avant-première au 51e Festival du film de Londres. Kagi interpréte Reggy dans le film Shank (en), sorti en 2010 et fait une apparition dans Anuvahood (en) sorti en mars 2011.

## Filmographie non-exhaustive

### Cinéma
| Année | Titre          | Réalisation      | Rôle                 | Notes |
| ----- | -------------- | ---------------- | -------------------- | ----- |
| 2008  | Area Boys      | Omelihu Nwanguma | Hans Strauss (jeune) |       |
| 2010  | Shank (en)     | Mo Ali           | Reggy                |       |
| 2011  | Anuvahood (en) | Adam Deacon      |                      |       |

### Télévision
| Année | Titre                     | Réalisation | Rôle                         | Notes |
| ----- | ------------------------- | ----------- | ---------------------------- | ----- |
| 2010  | Les Contes de Tinga Tinga | France 5    | Doublage anglais britannique |       |
| 2016  | Quite Interesting         | BBC Two     | Lui-même                     |       |
| 2023  | Strictly Come Dancing     | BBC One     | Lui-même                     |       |